# Guardia Puesto de López

Partido de Marcos Paz

La Guardia Puesto de López o de La Matanza, fue un puesto fortificado de escasa importancia que integró la línea de defensa del territorio de Buenos Aires en su frontera con el indio.

## Antecedentes

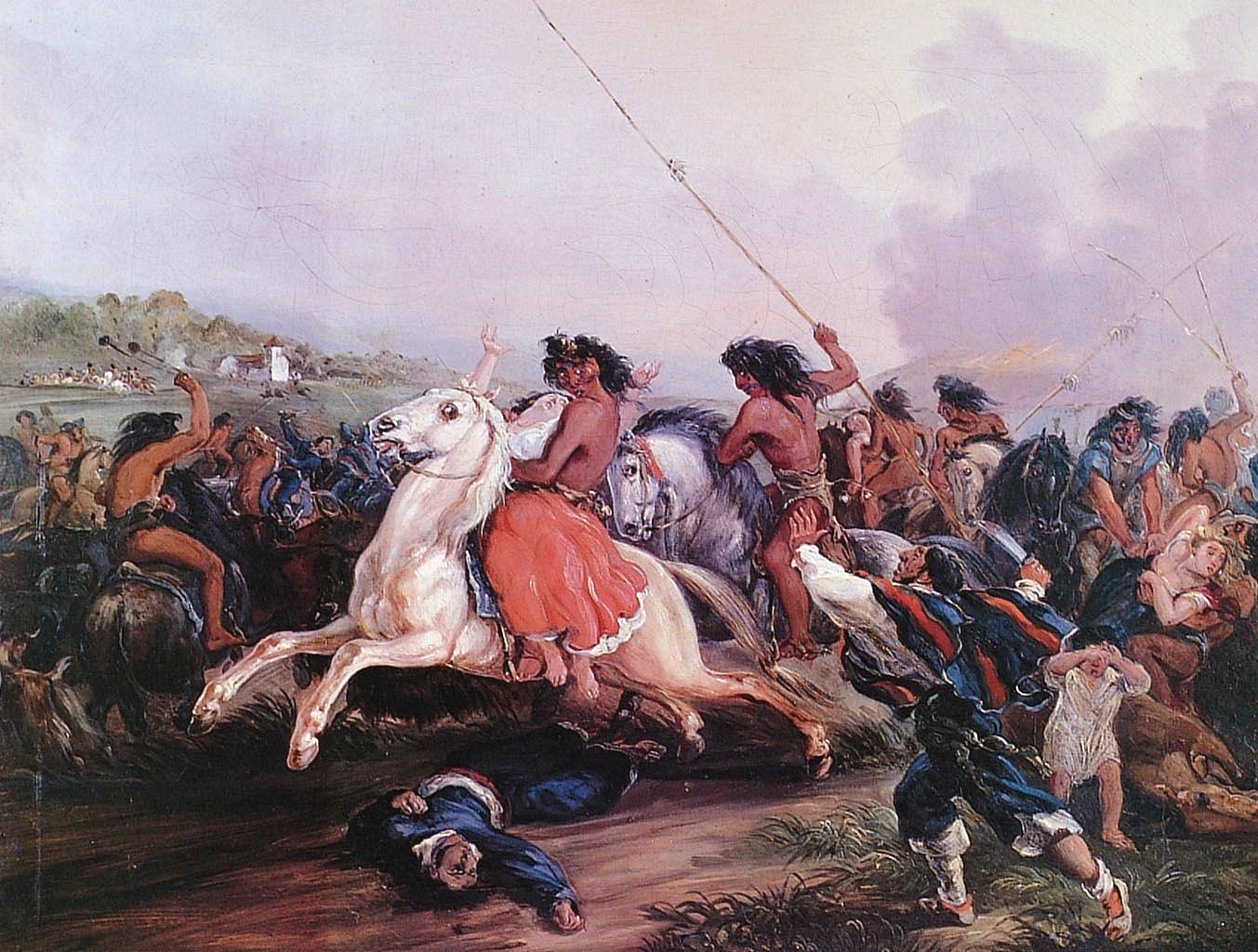
Malón (Mauricio Rugendas)

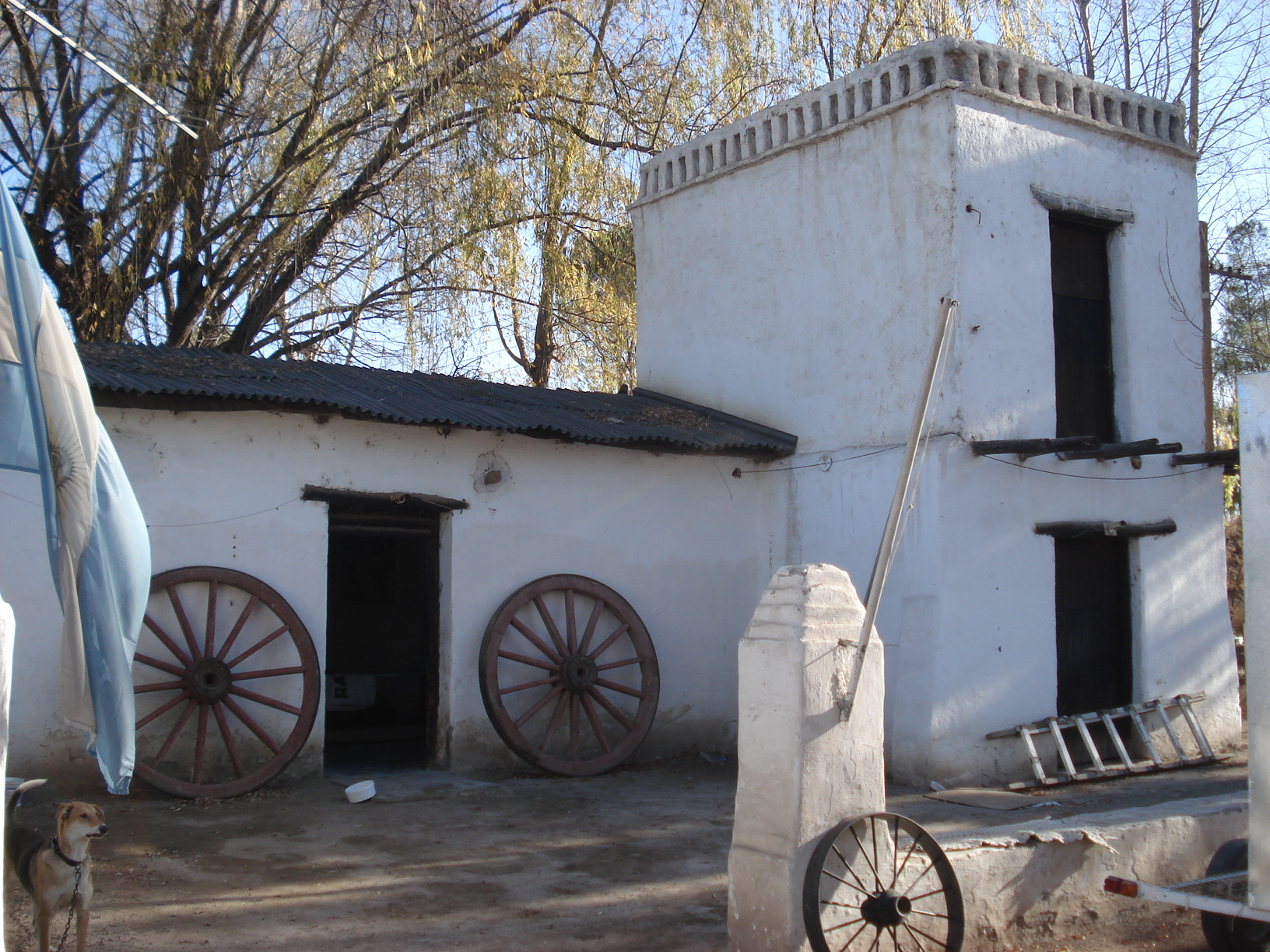
Fortín (Campaña al Desierto, Cipolletti)

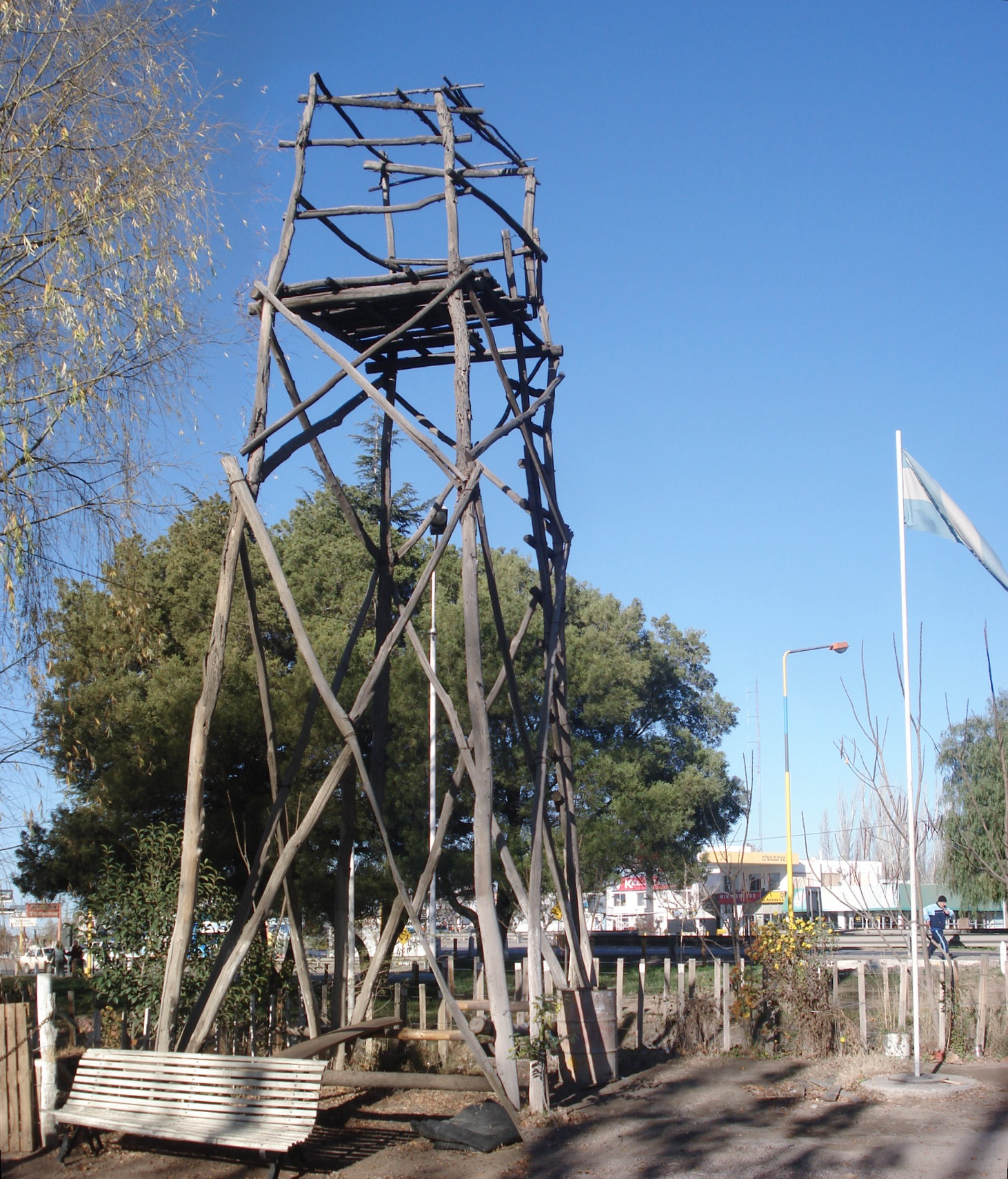
Mangrullo (Campaña al Desierto, Cipolletti)

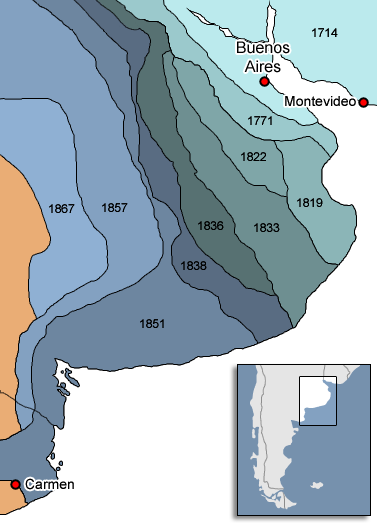
Avance de la frontera

Hacia 1735 las invasiones de pampas, aucas chilenos y serranos comenzaron a ser más frecuentes y las expediciones resultaban ineficaces pues los indios ganaban rápidamente el desierto y las fuerzas que los perseguían iban mal montadas y pertrechadas, desconociendo el territorio pampeano.
Tras los grandes malones de 1740 (Luján y La Matanza) y 1741 (Luján) se firmó un tratado con el cacique Cangapol para asegurar la frontera establecida en el río Salado (Buenos Aires), pero era una solución provisoria: el 28 de julio de 1744 200 pehuenches chilenos atacaron Cañada de la Cruz y Luján. El maestre de campo Cristóbal Cabral salió a perseguirlos, matando 70 indígenas.
El 26 de septiembre de ese año, el Cabildo de Buenos Aires aprobó un proyecto presentado por Julio de Eguía para aumentar el número de fortines que serían cubiertos por milicianos pagados a ración, pero no especificaba sus ubicaciones.
Nada se hizo y al año siguiente el maestre de campo Juan de San Martín y Gutiérrez desplegó milicianos en los puntos más favorables de cada partido de la frontera, fundando en 1745 la Guardia del Zanjón, un asentamiento en el pago de Las Conchas y otro en los pagos de la Matanza al que se agregaría luego el Fuerte de Pergamino (1749).

## Fortín de la Matanza
No se conoce la ubicación del fortín y los pagos de la Matanza abarcaban desde los confines de la ciudad de Buenos Aires hasta el Río Salado (Lobos y Navarro) por lo que tampoco es posible determinar con certeza en que partido actual de la provincia se encontraba, aunque es posible inferir por los informes que se encontraba en las cercanías del Arroyo Morales en el actual partido de Marcos Paz.
Para 1750 la dura vida, la falta de pago, armamento y víveres había hecho desertar a los milicianos y la frontera quedaba nuevamente desguarnecida.
En 1752 una serie de malones impulsó al Cabildo de Buenos Aires a proponer un avance de la línea de fronteras militares, siguiendo el avance de hecho de la población de campaña y permitiendo dejar territorio a retaguardia. Los fuertes se ubicarían uno sobre las nacientes del río Salto (Fuerte de Salto), que se convertiría en avanzada del fuerte de Arrecifes, en Laguna Brava (Guardia de Luján o Fuerte San José de Luján, actual Mercedes) como puesto avanzado del fuerte de Luján y en la laguna de Lobos (Fortín Lobos).
No obstante, la Guardia en La Matanza fue reactivada y el 27 de noviembre de 1755 el Cabildo de Buenos Aires recibía del Sargento Mayor José Antonio López un pedido de víveres y armas para los 50 hombres que a su mando constituían la guarnición de La Matanza. En esa oportunidad el Cabildo enviaría 34 reses, 6 arrobas de yerba y 4 arroba de tabaco, suficiente para un mes.
En 1758 un reconocimiento de la frontera efectuado por el capitán de Dragones Lázaro de Medieta señaló la conveniencia de construir nuevos puntos de avanzada en Las Conchas, Matanza, Magdalena y Lobos, pero aún 20 años después dichas avanzadas eran solo "ranchos cubiertos" o barracas en el mejor de los casos. Ese año, la Guardia había ya perdido importancia y los recursos se destinaron a la de Lobos.